# Antoine Savignat
Antoine Savignat, né le 22 juillet 1975 à Cormeilles-en-Parisis (Val-d'Oise), est un avocat et homme politique français.
Membre des Républicains, il est élu député dans la 1re circonscription du Val-d'Oise lors d'une élection partielle de 2018. Il est battu aux élections législatives de 2022.

## Biographie
Avocat de profession, Antoine Savignat commence son engagement en politique lors des élections municipales de 2014 à Pontoise, à la suite desquelles il devient adjoint aux sports et à l'urbanisme. Il s'est auparavant investi dans le milieu associatif et notamment le Racing club de l'agglomération de Cergy-Pontoise.
Il se présente sans succès aux élections législatives de 2017 dans la première circonscription du Val-d'Oise. Isabelle Muller-Quoy, de La République en marche, le devance avec 35,9 % des voix tandis qu'il n'obtient qu'un score de 17,8 %, dépassant tout de même la candidate Front national Denise Cornet. Savignat conteste alors l'élection de son adversaire, sur le fondement de l'activité du suppléant de la candidate élue, Michel Alexeef, qui, au titre des dispositions du code électoral, le rendait inéligible. Le Conseil constitutionnel, en sa qualité de juge électoral, annule les élections législatives de 2017 dans cette circonscription.
Une élection partielle est organisée en janvier et février 2018. À l'issue du second tour du scrutin, face à Isabelle Muller-Quoy qui se représentait, Antoine Savignat est élu avec 51,45 % des suffrages exprimés.
Il se représente aux élections législatives de 2022, mais il est éliminé au premier tour, avec 12,0 % des voix, arrivant en quatrième position.